# Stenopsyche chinensis
Stenopsyche chinensis is een schietmot uit de familie Stenopsychidae. De soort komt voor in het Oriëntaals gebied.